# Liste von Persönlichkeiten der Stadt Jihlava
Die folgende Übersicht enthält bekannte Persönlichkeiten der Stadt Jihlava (deutsch Iglau).

## Söhne und Töchter der Stadt
- Peter Pauspertl von Drachenthal († 1566), Iglauer Ratsherr und Förderer der Tuchmacherzunft
- Valentin Maler (1540–1603), Medailleur der späten Renaissance
- Paul Ignaz Bayer (1656–1733), böhmischer Architekt und Baumeister
- Dominik Oesterreicher (1750–1809), Maler und Professor
- Barbara Krafft (1764–1825), österreichische Malerin
- Karl Friedrich von Kübeck (1780–1855), österreichischer Staatsmann
- Hieronymus Josef Freiherr von Zeidler (1790–1870), Abt des Prämonstratenserstifts Strahov

### 19. Jahrhundert
- Carl Polatzek (1803–1850), Mitglied der Frankfurter Nationalversammlung
- Karl Wilhelm Ritter von Dietrich (1811–1889), deutsch-österreichischer Provinzanwalt und Bürgermeister der Stadt Troppau
- Johann Florian Heller (1813–1871), Arzt und Chemiker
- Josef Vincenc Melion (1813–1905), Arzt
- Johann Tomaschek (1822–1898), österreichischer Jurist und Politiker
- Karl Tomaschek (auch Carl Tomaschek; 1828–1878), österreichischer Germanist, Literaturhistoriker und Hochschullehrer
- Ernst Rudolf Neubauer (1828–1890), Dichter
- Ottokar Lorenz (1832–1904), Historiker
- Heinrich Wilhelm Reichardt (1835–1885), Botaniker
- Wilhelm Eitner (1843–1921), Chemiker
- Julius von Latscher-Lauendorf (1846–1909), General
- Heinrich Breitenstein (1848–1930), Arzt, Zoologe, Geograph und Schriftsteller
- Richard Maria Werner (1854–1913), österreichischer Germanist
- Theodor Wollschack (1855–1939), österreichisch-tschechoslowakischer Lehrer und Politiker der deutschen Minderheit
- Vincenc František Faltis (1856–1951), tschechischer Dirigent
- Theodor Kern (um 1858–1919), Industrieller
- Ferdinand Skaret (1862–1941), Politiker
- Fridolin Krasser (1863–1922), Botaniker
- Julius Tandler (1869–1936), Arzt und sozialdemokratischer Politiker
- Carl Meinhard (1875–1949), Schauspieler
- Karl Hans Strobl (1877–1946), österreichischer Schriftsteller
- Franz Mannsbarth (1877–1950), österreichischer Luftfahrtpionier
- Sigi Hofer, eigentlich Siegfried Schulhof (1878–1933), Komiker und Schauspieler
- Christine Touaillon (1878–1928), österreichische Literarhistorikerin, Schriftstellerin und Feministin
- Emil Schrammel (1884–1952), tschechoslowakischer Politiker deutscher Nationalität
- Hans Krebs (1888–1947), Publizist und Politiker
- Ernst Sommer (1888–1955), deutschsprachiger Schriftsteller
- Josef Witiska (1894–1946), Jurist

### 20. Jahrhundert
- Jára Pospíšil (1905–1979), tschechischer Tenorsänger
- Raimund Siegl (1906–1946), Politiker
- Louis Fürnberg (1909–1957), deutscher Schriftsteller, Dichter und Musiker
- Zdeněk Jílek (1909–1999), Pianist und Musikpädagoge
- Rudi Weissenstein (1910–1992), Fotograf
- Zdeňka Honsová (1927–1994), Turnerin
- Kamila Moučková (1928–2020), Fernsehmoderatorin
- Alfred Habermann (1930–2008), deutsch-tschechischer Kunstschmied, Bildhauer, Zeichner, Restaurator und Designer
- Franz Pitzal (* 1936), deutscher katholischer Gemeindepfarrer und Autor
- Rupert Timpl (1936–2003), Biochemiker
- Peter Tomschiczek (* 1940), Maler
- Hartmut Kahlert (* 1940), österreichischer Physiker
- Klaus Lang (* 1943), deutscher Theologe, Gewerkschafter und Arbeitsdirektor
- Gerhard Köpernik (* 1944), deutscher Jurist und Politologe
- Zdeněk Měřínský (1948–2016), Archäologe
- Luboš Urban (* 1957), Fußballspieler und -trainer
- Vladimír Hrůza (* 1960), Radrennfahrer
- Ondřej Vetchý (* 1962), Schauspieler
- Patrik Augusta (* 1969), Eishockeyspieler
- Bobby Holík (* 1971), US-amerikanisch-tschechischer Eishockeyspieler
- Pavlína Kourková (* 1980), Malerin und Illustratorin
- Martin Prokop (* 1982), Rallyefahrer
- Dušan Karol (* 1983), Tennisspieler
- Iveta Gerlová (* 1984), Tennisspielerin
- Lukáš Krpálek (* 1990), Judoka
- David Rittich (* 1992), Eishockeyspieler
- Dorota Skřivanová (* 1998), Leichtathletin

## Personen in Verbindung zur Stadt
- Wolfgang Heiligmair (* um 1492 in Gamnitz/Mähren; † um 1545), Arzt und Kanoniker, 1533 Apothekenbesitzer in Iglau
- Kaspar Stolzhagen (Caspar Stolzhagen; * 24. November 1550 in Bernau bei Berlin; † 17. Januar 1594 in Iglau (Jihlava)), deutscher Theologe, Pfarrer und Superintendent
- Lucas Norbert Gleixner von Rosenbrunn (* 1569; † 17. März 1641), Zinngießer und  Rat der Stadt Iglau
- Tobias Knobloch (* 1574; † 1634), Arzt und medizinischer Schriftsteller, wirkte als Stadtphysicus von Iglau
- Gustav Mahler (* 1860 in Kalischt/Böhmen; † 1911 in Wien) verlebte seine ersten 15 Kinderjahre in Iglau; seine Eltern starben dort und wurden in Iglau begraben.
- Wilhelm Cavallar von Grabensprung (1889–1957), Offizier und Ritter des Militär-Maria-Theresien-Ordens. Lebte und wirkte hier bis zu seiner Vertreibung im Jahr 1948.

## Ehrenbürger der Stadt
- Theodor Kern (um 1858–1919), altösterreichischer Industrieller und Geschäftsmann.